# Голодний Олексій Михайлович
Олексій Михайлович Голодний (нар. 1901, село Морозівка Старобільського повіту Харківської губернії, тепер Міловського району Луганської області — ?) — український радянський діяч, голова виконавчого комітету Ново-Айдарської районної ради депутатів трудящих Ворошиловградської області. Депутат Верховної Ради УРСР 2-го скликання.

## Біографія
Народився у селянській родині.
У 1922—1925 роках — у Червоній армії. Після демобілізації працював у сільському господарстві в рідному селі, був одним із організаторів колгоспів на Старобільщині. У 1927—1941 роках — на керівній сільськогосподарській та радянській роботі в Ново-Айдарському районі Луганщини.
Член ВКП(б) з 1929 року.
Під час німецько-радянської війни перебував у евакуації в Казахській РСР. Працював на відповідальній роботі у сільському господарстві.
На 1946—1947 роки — голова виконавчого комітету Ново-Айдарської районної ради депутатів трудящих Ворошиловградської області.

## Нагороди
- медаль «За доблесну працю у Великій Вітчизняній війні 1941—1945 років»
- медалі